# Jennifer Hof
Jennifer Karin-Luise Hof (Langen, 15 maggio 1991) è una modella tedesca, nota per aver vinto, da sedicenne nel 2008, la terza edizione del reality show Germany's Next Topmodel.

## Biografia
Dopo la vittoria del reality ha lavorato come modella, comparendo anche in diverse copertine, nelle edizioni tedesche ed austriache, tra cui le riviste di moda Cosmopolitan (agosto 2008), Style International (2008) e sulla rivista di equitazione inRide (inverno 2011)., oltre a comparire nelle pubblicità della Sony Ericsson. Come modella ha sfilato per Talbot Runhof, Phillip Plein, Marcel Ostertag and Perret Schaad.. Nel 2014 ha annunciato l'intenzione di abbandonare le passerelle, per dedicarsi alla propria famiglia.